# 大蔵愛
大蔵 愛（おおくら あい、1990年11月26日 - ）は、日本の元女優。福岡県福岡市出身。

## 略歴
- 第一薬科大学付属高等学校2009年卒業
- ミスFLASH2014ファイナリスト[1]。
- あかひげ薬局イメージガール2014年-2015年
- BSフジ 『ワッチミー!TV×TV』[2]、ワッチミーナSeason3でブランプリ受賞2015年4月8日[3]

## 人物
- ニックネームは『ちゃない』、あいちゃんをひっくり返して『ちゃんあい』→『ちゃない』が由来
- 特技 ： 柔らかい体が自慢、自称軟体動物。ヒップホップ系ダンス。
- 苦手なこと ：長距離走
- 好きな言葉 ：「私の心は丸いので折れません」
- 嫌いな言葉 ：「安定の2位」
- 苦手な食べ物 ：メロン
- アンバーと名付けた子猫マンチカンと同居している。カメラ女子でもある。

## 舞台
- 『バンブー×バンブー』満天役（2006年）
- 『心通り』準主役 正子役（2010年）
- 『地下猿』八重役（2010年）
- 『Give me my Birthday!』主役 友美役（2011年）
- 『北島三郎 特別公演』まつり娘役（2006年〜2009年）
- 『TACKYS!』ミナミ役 （湾岸ビルダーズ2014年1月）
- 『オズの魔法使い』ライザ・ミネリ役（月蝕歌劇団、2014年2月）
- 『家出のすすめ』千代女役 （月蝕歌劇団、2014年2月）
- 『天満月のネコ』アナスタシアゴールド役 （GRIPER PRODUCE、2014年5月）
- 『ラヴィアンローズ』〜愛と欲望の交差点〜メガイラ役（湾岸ビルダーズ公演、2014年7月）
- 『Taboo』 主演、頼子役 （高橋祐介演出、BIG TREE THIATER、2014年8月）
- 『リボンの騎士』中丸沙知役（宇治川まさなり演出、六行会ホール、2014年9月）
- 『ブルドッグは支配できない2』田村志乃役 （湾岸ビルダーズ2014年11月）[4]
- 『大新撰組』吉栄役（演出・脚本／泉堅太郎　神田時来組2015年2月））[5]
- 『マジカル・リバース・ワールド』ミゾノ役 （まつだ壱岱作.演出2015年3月）
- 『針が指す空遙まで』柊木八枝役 （高島紀彦脚本・演出2015年5月）
- 『ヨルハ Ver. 1.1』デルタ部隊ダリア役 （まつだ壱岱演出2015年5月）
- 『アリスインデッドリースクール ビヨンド』青池和磨役 （扇田賢（Bobjack theater）演出2015年8月）
- 『東京未来予想』桜井綾乃役 （古川千恵子（アリエス）演出2015年9月
- 『ノッキンオンヘブンズドア』竹内雨音役　(扇田賢（Bobjack theater）演出2016年12月）
- 『枯れるやまぁのたりのたりとまほろばよあぁ悲しかろあぁ咲かしたろ』菘役(ディスグーニー西田大輔演出 六本木ブルーシアター 2017年6月 梅田芸術劇場シアタードラマシティ 7月)
- 『GOLIATH〜ゴリアテ〜』ルピー/セディー役(川口京祐演出 BIG TREE THIATER シアターグリーン 2017年8月)

## テレビ
- 『ナイトヒーロー NAOTO』第8話（TX ドラマ24　2016年）
- 『神の舌を持つ男』第２話 ギャル役（TBS金曜ドラマ　2016年）
- 『忍者特捜ジャスティーウィンド』主役 日向アカリ役(2017年、千葉テレビ)
- 『絶対帰還カエルーン』教師役 (千葉テレビ  2017年6月)

## 映画
- 『ガイオンΣ』メイン、九丈アンナ役（2014年5月公開）
- 『22才の別れ Lycoris 葉見ず花見ず物語』女学生役（大林宣彦監督、2007年）
- 『ハードロマンチッカー』女学生役（グ・スーヨン監督、2011年）
- 『ナツのリール』メイン 百瀬瑠美衣役（春田鮎監督、2012年）
- 『MANNAKA』モデル役（春田鮎監督、2013年10月）
- 『POPCORN BOUGIE』安斉未来役（2013年）
- 『R100』ショッカー役(松本人志監督2013年12月公開)
- 『スケバン料理人マリー』主演マリー役(小泉剛監督2014年8月劇場公開)
- 『白兵奇襲隊 コンバット キャッツ』主演　(石川二郎監督　2017年7月1日～劇場公開)
- 『教科書にないッ！4』教徒役(2017年6月劇場公開)

## CM
- 『ハウスバーモントカレー』（2006年）
- 『うまかっちゃん』（2006年）
- 『想夫恋』（2006年）
- 『全教研』（2007年）
- 『ジョイフル』（2007年）
- 『キリン氷結』（2013年）
- 『オロナミンC』（2013年）
- 『ミニストップ』 （2013年）
- 『アサヒ クリーム玄米ブラン』OL役（2013年）
- 『カルビー』(2013年)

## グラビア活動
- ファースト写真集『I am 愛』(2014年9月VIVIDRY）
- セカンド写真集『Second Stage』 (2015年5月VIVIDRY)
- EXMAX(エキサイティングマックス)2015年11月号『純白ビキニーズ』で誌面と2枚組DVDに収録[6]。

## アイドル活動
- Zepp Tokyoにて『ワッチミーナ』Season3候補生メンバーファン選出1位で伊藤みのり（川崎純情小町）と共に参戦。（2014年12月）
- 所属事務所アリエスの活動ユニット『革命 Type-X』（メンバー ： 林芳弥、大蔵翼）ダンスアンドボーカルユニットに参加、渋谷VUENOSでステージデビュ-（2015年1月14日）。
- 『革命 Type X』メンバー大蔵翼離脱により活動を休止する。（2015年3月）
- ワッチミーナグランプリ獲得MCも含めた新たな活動に入る。（2015年4月8日）
- TIF（東京アイドルフェスティバル）『ワッチミーナ』として参加。（2015年8月1日）
- ワッチミーナユニットのアイドル活動からは辞退する。グランプリとしての活動は継続（2015年10月7日）
- FRESH! by AbemaTV『お酒×女子＝UMA!!』加藤由香子とレギュラー配信開始。(2016年6月)